# ZAKA
ZAKA (en hebreu: זיהוי קורבנות אסון) (transliterat: Zihuy Korbanot Ason) (en català: Servei d'Identificació de les Víctimes de les Catàstrofes) és un organisme caritatiu israelià, reconegut pel Govern d'aquell país. ZAKA va ser creat l'any 1989 per Yehuda Meshi Zahav i el rabí Moshe Aizenbach. Els membres de ZAKA, la major part d'ells són jueus ortodoxos, participen en la identificació de les víctimes del terrorisme, els accidents de trànsit i d'altres catàstrofes.

## Introducció
Els membres de ZAKA s'encarreguen de recollir les restes dels cossos i les taques de sang perquè les víctimes puguin ser enterrades amb dignitat. Ofereixen també primers auxilis i participen en la recerca de persones desaparegudes. ZAKA ha estat enviat a Tailàndia, Sri Lanka, l'Índia, i a Indonèsia després del terratrèmol i tsunami del 26 de desembre de 2004, a on van haver de treballar de nit. Els fundadors i els membres de ZAKA anomenen el seu treball: Chesed shel Emet (veritable bondat), perquè estan dedicats a fer que els cossos dels jueus massacrats siguin enterrats segons les lleis de l'halacà. Després d'un atemptat terrorista, els voluntaris de ZAKA s'ocupen també dels cossos dels no jueus i fins i tot dels cossos dels terroristes amb la mateixa cura perquè les seves despulles siguin enviades a les seves famílies.

## Història
ZAKA va començar quan un grup de voluntaris es van reunir per ocupar-se dels cossos després de l'atemptat de l'autobús de la línia 405 l'any 1989. En l'any 1995 van ser oficialment reconeguts pel Govern israelià i treballen conjuntament amb les forces de la policia. Les activitats del ZAKA han augmentat considerablement des de l'inici de la Segona Intifada, nombrosos atemptats han generat escenaris de desastres. L'any 2004 un grup de voluntaris de ZAKA es va reunir a La Haia en els Països Baixos amb les restes d'un autobús destruït el 29 de gener de 2004 en un atemptat suïcida a Jerusalem. Les restes de l'autobús estaven recobertes amb fotografies de 950 víctimes del terrorisme palestí, van ser portades a Washington per a demanar al Govern dels Estats Units que actués contra el terrorisme palestí. A finals del 2004 i començaments del 2005, els membres de ZAKA han ofert els seus serveis per a participar en l'ajuda internacional després del terratrèmol i del tsunami en el Sud-est asiàtic el 26 de desembre de 2004. La seva experiència en la identificació dels cossos (38 per setmana de mitjana a Israel) els ha permès d'identificar els cossos més ràpidament que els altres equips estrangers.
En una prolongació natural de les seves accions, ZAKA ha desenvolupat noves branques com ara: una unitat mòbil de motocicletes per a socors i urgències, la unitat de reparació i socors, la unitat de recerca dels desapareguts, i altres departaments dedicats a la comunicació i a la informació al públic.

## Reconeixement públic
La devoció dels membres de ZAKA i la seva professió per a complir amb el seu treball els ha donat el respecte i l'admiració del públic. La seva contribució dins de la societat israeliana ha estat llargament reconeguda. Aquest reconeixement permet a ZAKA reclutar més voluntaris i rebre més donatius per a comprar els equipaments com els kits de primers auxilis, les ambulàncies, i les motocicletes. Un dels fundadors de ZAKA, Yehuda Meshi Zahav, ha rebut els honors el dia de la celebració del 55è aniversari de la independència d'Israel.
En l'any 2005, ZAKA ha estat reconegut per l'ONU. El president alemany Horst Köhler ha estat anomenat en el mes d'abril del 2005, com el primer ciutadà alemany que és membre honorari. ZAKA ha representat més d'una vegada a l'estat d'Israel, jà que ha ajudat als països del món després de diverses catàstrofes naturals i diversos atemptats, a conseqüència de les seves intervencions, ZAKA ha merescut el reconeixement més gran que una organització pot rebre: ser afegit com una organització humanitària internacional no governamental (ONG) per part de les Nacions Unides. L'ONU ha reconegut a ZAKA per les seves intervencions que van permetre i facilitar en el futur les accions de l'organització que es prepara per atendre les seves activitats a través del món i ofereix ajuda, consell i cooperació. Després de la recepció del document oficial de les Nacions Unides, Meshi Zahav va dir:
"És un gran honor per a l'estat d'Israel, per a l'organització i per als seus benefactors que l'ONU reconegui el seu treball particular i sagrat que nosaltres fem sense cap diferència entre les races i les religions."

## Chesed shel Emet - Respecte pels difunts
L'any 1989, un terrorista va tenir èxit en fer caure dins d'un profund precipici un autobús de la línia 405, que unia Tel-Aviv amb Jerusalem. Quan va acabar l'evacuació dels ferits, desenes de voluntaris van descendir al terreny amb l'objectiu de recollir els cossos de les víctimes, netejar les taques de sang i les despulles que calia enterrar. Poc després d'aquest atemptat, l'organisme ZAKA Chesed shel Emet va ser fundat, aplegant els homes decidits que havien estat cridats per dur a terme aquesta acció santa. Els voluntaris de ZAKA aprenen els procediments d'identificació i s'entrenen segons els criteris professionals i legals més exigents i més actuals. Sobre el terreny, els voluntaris fan servir el material i els equipaments més avançats amb la fi d'obtenir una identificació absoluta i definitiva de les víctimes, i així evitar tot dubte que donaria lloc a incerteses religioses i a un patiment psicològic suplementari de les famílies.
Actualment, ZAKA compta amb gairebé 1.000 voluntaris repartits en sis unitats territorials de tot el país. Aquests voluntaris porten al damunt permanentment els aparells de comunicació i els bipers, i es troben en estat d'alerta constant per poder ocupar-se sobre el terreny de qualsevol atemptat, accident, o catàstrofe o mort no natural, a qualsevol hora, en qualsevol situació i en qualsevol condició.

## Unitat d'emergències
En una continuïtat lògica i natural amb les accions que l'organització realitza en el moment i en el lloc de la catàstrofe, ZAKA a posat en marxa l'any 2001 una unitat especial d'emergències, amb motos scooter. L'objectiu és proporcionar la resposta més ràpida possible a les situacions d'urgència mèdica. La posada en marxa ultraràpida i el temps de reacció mínima d'aquestes motos permeten guanyar els minuts més vitals a l'hora i el moment d'un accident, els minuts són primordials per a salvar vides. La unitat en el moment de la seva creació representava una innovació en aquesta àrea, i ha esdevingut ràpidament un exemple a seguir. L'extrema mobilitat, el material d'alta qualitat, i la teràpia ràpid i professional, han permès salvar dotzenes de vides. Aquesta unitat està en expansió permanent i compta actualment amb 92 motos repartides per tot el país, representant la punta de llança de la recerca mèdica d'urgència de l'Estat d'Israel. Paral·lelament a les accions de la unitat d'emergències mèdiques, ZAKA a posat en marxa en llocs públics punts de reanimació dotats de material mèdic avançat, per a respondre a les emergències. Els cursos de formació i reanimació, i les accions d'informació al públic, dutes a terme per ZAKA, són elements inseparables de la posada en funcionament d'aquesta xarxa.

## Identificació i rescat
Una de les branques centrals de l'activitat de ZAKA està constituïda per la "Unitat d'Identificació i Rescat". Conjuntament amb el Tsahal, l'Exèrcit d'Israel forma a centenars de voluntaris de l'organització i els prepara per a funcionar com a equips de rescat. Aquests voluntaris són aplegats en una unitat de voluntaris civils que està destinada a donar tot el seu suport a les unitats de socors de la protecció civil quan hi ha molts ferits i cal més personal sanitari. La unitat de socors és assistida per un equip format en tècniques d'escalada per intervenir en indrets de difícil accés com ara; penya-segats, barrancs, i pous. Es tracta d'un grup de voluntaris dotats d'una gran força física i de coneixements mèdics, que han estat preparats per actuar en cas d'accidents en un entorn perillós, tant a la natura com en zones urbanes.

## Recerca de desapareguts
Gràcies als seus coneixements en aquesta matèria i a les activitats dels seus voluntaris, ZAKA s'ha compromès a ajudar a la Policia d'Israel en les seves accions de recerca i rescat de desapareguts. El material de comunicació i enllumenat, acompanyat per la dedicació i la resolució dels voluntaris han fet que aquesta unitat esdevingui de gran ajuda. Després de la recerca fallida del doctor Moshé Kaniel que es va ofegar, es va crear una nova unitat subaquàtica. Això ha permès trobar a nombrosos desapareguts que s'havien ofegat. Una unitat canina ha estat creada i ha contribuït a les tasques de recerca sobre el terreny especialment en els casos de malalts d'Alzheimer.

## Acció internacional

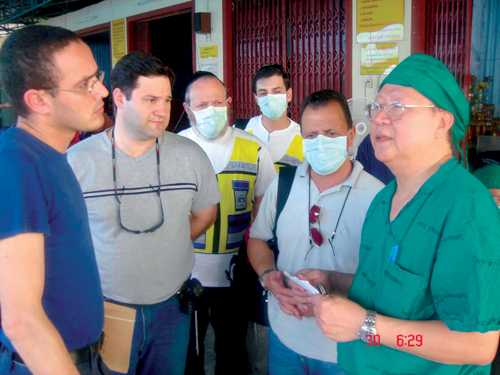
Voluntaris de ZAKA son enviats a Tailàndia per ajudar a identificar a les víctimes.

ZAKA té representants a diferents països (Estats Units, Regne Unit, França, etc.) que s'ocupen de la coordinació internacional. La xarxa d'enllaços amb la policia i les autoritats locals en tot el món ajuden a establir solucions ràpides i eficaces a les calamitats diverses que hi ha al món: ZAKA ha aportat la seva ajuda a les forces de seguretat locals. Després de la catàstrofe de la nau espacial Columbia, després dels atemptats del World Trade Center, a Mombasa (Kenya), a Bali, a Taba (Egipte), i a Turquia, després de la catàstrofe d'un tsunami a Tailàndia, durant la tragèdia de l'Huracà Katrina el món va poder veure als voluntaris de ZAKA evacuant els cossos de les víctimes sense fer cap diferència per motius de raça o religió, amb la finalitat de poder enterrar-los dignament.

## Servei públic
Com a organització dedicada a la caritat i al voluntariat, ZAKA està obligada a actuar com a servei públic. Fins i tot en moments de calma. Entre les diverses accions podem anomenar: l'ajuda, el transport aeri, la repatriació dels morts, l'establiment d'una xarxa de solidaritat, l'oferiment de cadires de rodes, i la creació de punts de trobada per a infants perduts. ZAKA durant tot l'any du a terme activitats educatives i explicatives sobre els perills del trànsit, els riscos dels accidents domèstics, així com la prevenció de qualsevol contratemps durant les excursions a la natura.

## Educació viària

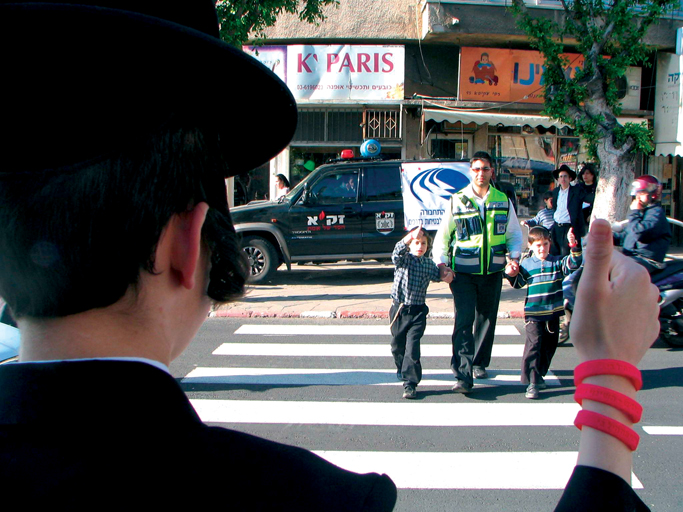
Educació viària.

ZAKA lidera la lluita contra els accidents de trànsit, les xifres arriben a milers de morts i ferits cada any, l'organització ha de fer front a les conseqüències tràgiques d'aquests accidents. ZAKA ha arribat a la conclusió que no hi ha cap altra opció, i es va embarcar en un esforç massiu per explicar i educar per al bon comportament a les carreteres i a la via pública, juntament amb el Departament de trànsit de la Policia d'Israel, l'associació "Or Yarok" (llum verd) i l'organització nacional de seguretat viària.